# Enrique Almada

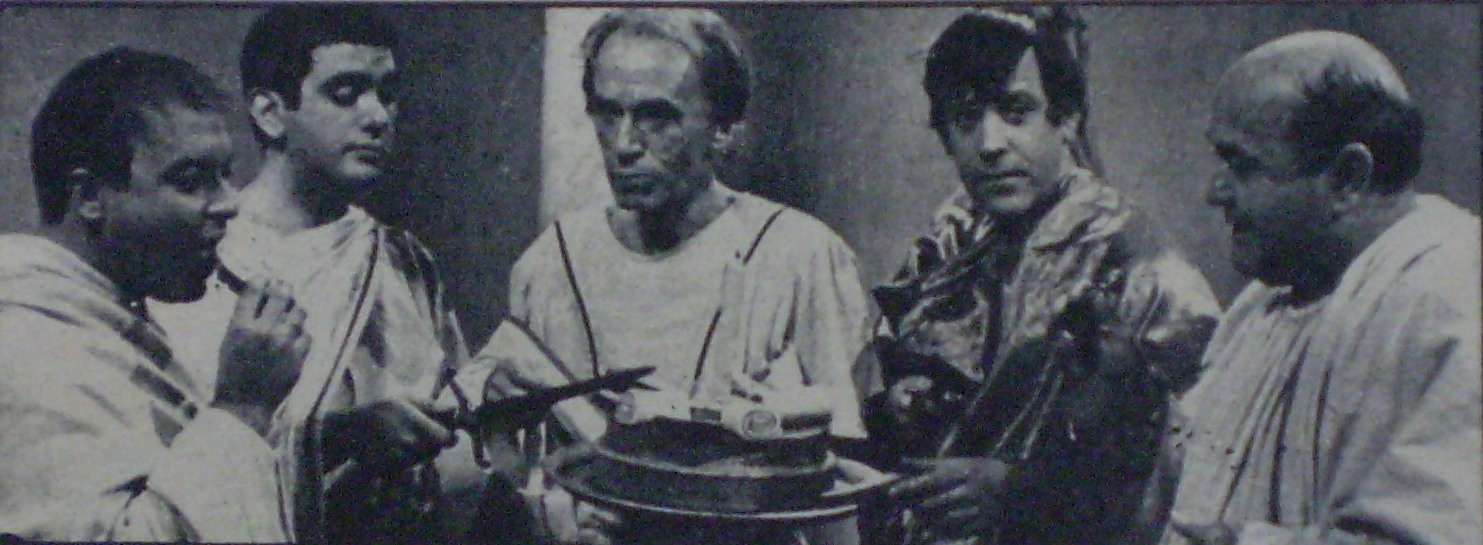
Parte del elenco del programa Telecataplúm, de izquierda a derecha: Enrique Almada, Eduardo D'Angelo, Raimundo Soto, Ricardo Espalter y Emilio Vidal.

Enrique Milton Almada Cavo (Montevideo, 15 de julio de 1934 - 29 de abril de 1990), también conocido como Quique Almada, fue un actor, humorista, músico y guionista uruguayo. Su carrera en la actuación le llevó a cruzar a ambos lados del Río de la Plata, consagrándose en Uruguay y Argentina. Junto a Ricardo Espalter formó una dupla humorística en varios programas cómicos de televisión y en teatro.

## Biografía
En 1951 debutó en Montevideo en el teatro Stella D'Italia junto a Mecha Bustos y también las fonoplateas en la Radio Nacional durante la década del 50.
A partir de los años 1960, realizó sus primeras apariciones en televisión junto a sus compatriotas Eduardo D'Angelo, Ricardo Espalter, Henny Trayles, Julio Frade, Berugo Carámbula, Andrés Redondo, Alfredo de la Peña y Raymundo Soto. Desde entonces, fue protagonista de varios programas cómicos en Uruguay, Argentina y Chile indistintamente, tales como Telecataplúm, Jaujarana, Hupumorpo, Comicolor, Híperhumor, Decalegrón, Sábados Gigantes y Mediomundo.
Tal vez su sketch humorístico más recordado sea el de «Toto Paniagua», junto con Ricardo Espalter. En el mismo, Toto (Espalter) aprendía a comportarse a la mesa, y Almada era su profesor. Este sketch llegó también a la pantalla grande en 1980, con guion del propio Almada. Otro sketch muy celebrado era el de las hermanas Rivarola, en el mismo Almada componía el personaje de Chichi.
Falleció el 29 de abril de 1990 en Buenos Aires, Argentina, víctima de cáncer. 
Era el padre del también comediante Sebastián Almada.

## Honores
- En 1990, a raíz de su fallecimiento, el Senado de Uruguay le tributó un sentido homenaje.[3]

- Desde el año 2008, la vieja calle Miní de Montevideo fue rebautizada con el nombre de Enrique Almada.[4]

## Filmografía
Intérprete
- Más loco que un crucero (1990)
- Cuarteles de invierno (1984)
- Toto Paniagua, el rey de la chatarra (1980)
- El infierno tan temido (1980)
- El soltero (1977)
- Los irrompibles (1975)
- ¡Quiero besarlo Señor! (1973)

Guionista
- Toto Paniagua, el rey de la chatarra (1980)